# Batalha de Jisr Benat Yakub
A Batalha de Jisr Benat Yakub foi travada em  27 de setembro de 1918, no início da perseguição em direção da Damasco pelo Corpo Montado do Deserto do que restava do Grupo de Exércitos Yıldırım otomano-alemão, na fase final da Campanha do Sinai e Palestina da Primeira Guerra Mundial. Após a vitória na Batalha de Samakh e a  captura de Tiberíades, que completaram a vitória decisiva da Força Expedicionária Egípcia na Batalha de Megido, a Divisão Montada Australiana atacou e capturou uma série de posições de retaguarda. Essas posições eram defendidas por soldados otomanos e alemães do Grupo de Tiberíades na Ponte das Filhas de Jacó, uma importante ponte do rio Jordão, nos vaus de El Min e outros pontos a norte, em direção ao lago Hula.
O que restava do Sétimo e Oitavo exércitos otomanos estavam em retirada em colunas em direção a Damasco, desde os montes da Judeia através de Samakh, da ponte em Jisr Benat Yakub, Quneitra e Kaukab, perseguidos pela Divisão Montada Australiana e pela 5.ª Divisão de Cavalaria indiana. Ao mesmo tempo, o que restava do Quarto Exército otomano retirava em colunas para Damasco ao longo da antiga Estrada dos Peregrinos, via Daraa, perseguida pela 4.ª Divisão de Cavalaria indiana.
As tropas sobreviventes das guarnições de Tiberíades e de Samakh entrincheiraram-se no lado oriental do rio Jordão para cobrirem a retirada das principais tropas sobreviventes do Grupo de Exércitos Yıldırım. Estas retaguardas foram atacadas com êxito pela Divisão Montada Australian durante o dia, ocupando a margem oriental do rio e capturando numerosos sobreviventes que não conseguiram retirar. No mesmo dia, a cavalaria australiana continuou o seu avanço para Damasco, seguida pela cavalaria indiana.